# Boris Rankov
Pour les articles homonymes, voir Rankov.
Nikolas Boris Rankov, né le 9 août 1954, est un historien britannique, professeur d'histoire romaine à Royal Holloway (université de Londres). C'est un ancien rameur et actuel arbitre d'aviron.

## Biographie
Rankov est né à Bradford, dans le Yorkshire de l'Ouest. Il est le seul fils de Radoslav et Helga Rankov. Il a étudié à Bradford Grammar School (en) (1963–73), puis à Corpus Christi College, à Oxford (MA 1980, DPhil 1987). Il est connu pour ses participations à la course d'aviron entre les universités d'Oxford et Cambridge, The Boat Race, qu'il a gagnée six fois avec Oxford entre 1978 et 1983. Cet exploit a conduit à l'établissement de la « règle de Rankov », qui stipule qu'aucun rameur ne peut concourir plus de quatre fois comme étudiant, ni plus de quatre fois comme diplômé. Rankov a aussi été l'arbitre de la course en 2003, 2005, 2009 et 2015.
Les travaux de recherche de Rankov portent sur l'histoire de la Rome antique, particulièrement sur la province romaine de Bretagne, l'armée romaine, l'épigraphie et l'archéologie de l'Empire romain, ainsi que sur la navigation antique. Dans les années 1980, Rankov a été l'expert rameur pour la construction de la trière Olympias. En 2004, Rankov était le président du Trireme Trust initiateur du projet.
Rankov a enseigné dans le département d'études classiques et d'histoire ancienne de l'Université d'Australie-Occidentale de 1986 à 1989. Il enseigne depuis 1990 au département d'études classiques de Royal Holloway (université de Londres), qu'il a dirigé entre 1999 et 2002.
Il a épousé en 1981 Kati Granger, avec qui il a deux filles.